# فرمول باز
فرمول باز (انگلیسی: Open formula)
به هر فرمول خوش فرم گفته می‌شود که دست‌کم یک متغیر آزاد داشته باشد. گاهی از عبارت جملهٔ باز (به انگلیسی: open sentence) برای اشاره به این مفهوم استفاده می‌شود ولی این عبارت با تعریف «جمله» به عنوان «فرمولی که متغیر آزاد ندارد» در تضاد است.

## مثال
- ۳x − ۹ = ۲۱ یک متغیر آزاد x=۱۰ دارد.
- x + y = ۰ دو متغیر آزاد x و y دارد.
- ۳x + ۹ = ۳x + ۹ یک متغیر آزاد دارد که برابر با مجموعهٔ همهٔ اعداد حقیقی است.
- ۳x + ۹ = ۳x + ۱۲ یک متغیر آزاد دارد که جوابی ندارد.